# St. Pelagiberg
St. Pelagiberg ist eine Ortschaft, Wallfahrtsort und eine Kirchgemeinde in Gottshaus in der Gemeinde Hauptwil-Gottshaus des Schweizer Kantons Thurgau.

## Geschichte

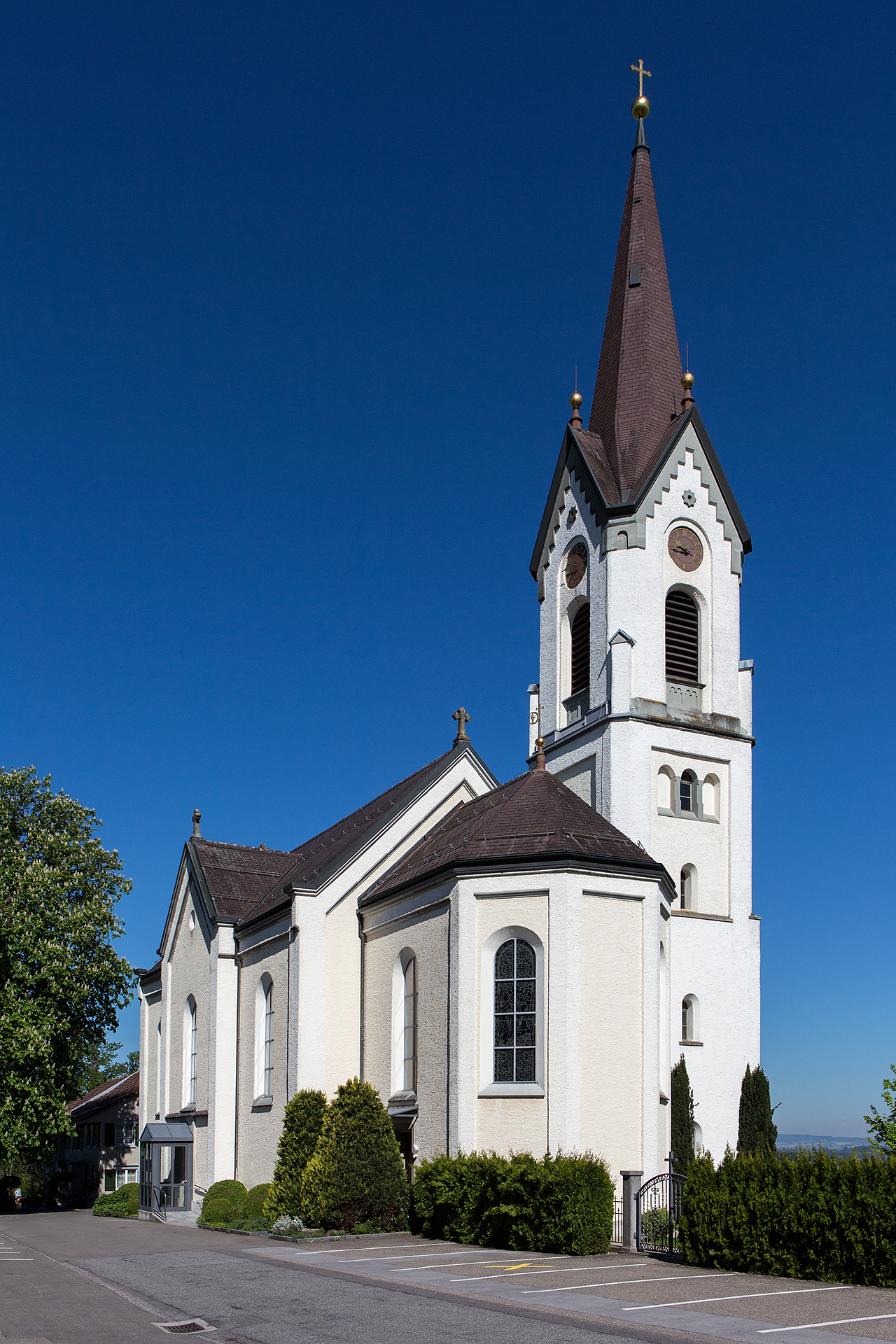
Wallfahrtskirche St. Pelagiberg

Luftbild von Walter Mittelholzer von 1927

Der Ort wurde erstmals 1486 als Pelayenberg erwähnt. Seit dem Spätmittelalter steht auf einem markanten Hügel in Gottshaus eine Kapelle. Nach einer Erweiterung weihte der Weihbischof von Konstanz, Daniel Zehnder, 1487 einen Marienaltar. Nach der Reformation war die Kapelle im Besitz der Evangelischen, die dort bis 1630 Kinderlehre hielten. Die Chorherren von Bischofszell leiteten 1663 die Rekatholisierung ein, schufen den Wallfahrtsort und inkorporierten 1726 die Kapelle in ihr Stift.
Nach der Auflösung des Stifts wurde die Kapelle 1849 zu einer Filiale von Bischofszell. Ab 1852 versah ein Benefiziat die Gottesdienste. Die 1888 erbaute Kirche dient seit 1908 als Pfarrkirche der neuen Pfarrei St. Pelagiberg. Zu Beginn des 21. Jahrhunderts betreiben Schwestern auf St. Pelagiberg ein Kur- und Exerzitienhaus.

## Bevölkerung
St. Pelagiberg hatte im Jahr 2000 117 Einwohner, die Kirchgemeinde 353.
Von den insgesamt 340 Einwohnern der Ortschaft St. Pelagiberg im Jahr 2018 waren 32 bzw. 9,4 % ausländische Staatsbürger. 158 (46,5 %) waren römisch-katholisch und 96 (28,2 %) evangelisch-reformiert.